# Ice Cube
O'Shea Jackson (Los Angeles, Kalifornia, 1969. június 15. –) ismertebb színpadi nevén Ice Cube (a.m. jégkocka), amerikai rapper, zenei producer, színész, forgatókönyvíró, filmproducer, rendező. 
Az N.W.A együttes alapító tagja, az 1990-es és 2000-es évek rapzenéjének egyik meghatározó alakja.

## Élete
Doris és Hosea Jackson gyermekeként született. Van egy testvére, a féltestvérét pedig meggyilkolták, amikor Ice Cube 12 éves volt. A Van Wick utcában nőtt fel Westmontban (Kalifornia).
Kilencedik osztályos korában a George Washington Preparatory High Schoolban kezdett el rapszöveget írni miután az egyik barátja "Kiddo" kihívta, amit ő el is veszített. A becenevét az idősebb testvérétől kapta.
Cube a  William Howard Taft Charter High School tanulója is volt Woodland Hills, Californiában. 40 mérföldet buszozott az iskolából haza egy gyakran bűnözött utcában. Ilyenkor írt és vett fel pár környékükön sikeres zenét az N.W.A-vel. 1988-ban diplomázott és egy kis időre visszacsatlakozott az N.W.A-be.
1990-ben saját kiadót indított Street Knowledge néven. Sokan Ice Cubeot iszlámmal társítják a szövegei miatt, de egy 2017-es interjúban kijelentette, hogy "a vallás egy hülyeség".
1992 április 26-án Cube hozzáment Kimberly Woodruffhoz, aki 1970 szeptemberében született. Négy gyerekük van, Legidősebb fiuk, O'Shea Jackson Jr. játszotta Ice Cubeot az Egyenesen Comptonbol című filmben.

## Zenei karrierje
1986-ban 16 évesen a C.I.A trió tagja volt, de később az újonnan alakult N.W.A rapbanda tagja lett. Az N.W.A vezető rapperek és szövegírója volt az 1988-as debütáló albumuknak a Straight Outta Comptonnak. 1990-ben szólókarrierbe kezdett és kiadta az AmeriKKKa's Most Wanted című albumot.
Az egyik barátjával Sir Jinxszel megalapította a C.I.A. nevű rapcsoportot. A zenéiket olyan bulikon adtak elő, ahol Dr.Dre részt vett. Dre 1984-ben a World Class Wreckin' Cru tagja lett, ő és Cube írta a "Cababage Patch" című számot. Dre és Cube a Stereo Crew duo tagjai voltak, az Epic Recordson adták ki a "Shake a Skag" című debütáló zenéjüket. A C.I.A. tagjai 1987-ig voltak
16 évesen Cube kiadta első zenéjét Eric Wrighttal, (más néven Eazy-E) aki a Ruthless Recordsnál és Compton, Californiában megalapította az N.W.A formációt. 1988-ban kiadták a "Straight Outta Comptont", 1989-ben Ice Cube otthagyta a csapatot menedzsere, Jerry Heller miatt.
Ice Cube írta Eazy-E szövegeit az Eazy-Duz-It című debütáló albumán. Miután Cube otthagyta a formációt beperelte Hellert. Később az N.W.A. kiadta kislemezüket a "100 Miles and Runnin'" később a "Niggaz4Life", utolsó albumukat 1991-ben.

## Filmográfia

### Film

#### Író és producer
| Év   | Magyar cím                  | Eredeti cím                      | Feladatkör | Feladatkör | Megjegyzések           |
| Év   | Magyar cím                  | Eredeti cím                      | Író        | Producer   | Megjegyzések           |
| ---- | --------------------------- | -------------------------------- | ---------- | ---------- | ---------------------- |
| 1995 | Végre péntek                | Friday                           | Igen       | Vezető     |                        |
| 1997 | Veszélyes vidék             | Dangerous Ground                 | Nem        | Vezető     |                        |
| 1998 | Játékosok klubja            | The Players Club                 | Igen       | Vezető     | filmrendező            |
| 2000 | Péntek esti gáz             | Next Friday                      | Igen       | Igen       |                        |
| 2002 | Nyeretlenek                 | All About The Benjamins          | Igen       | Igen       |                        |
| 2002 | Már megint péntek           | Friday After Next                | Igen       | Igen       |                        |
| 2004 | Birkanyírás 2.              | Barbershop 2: Back in Business   | Nem        | Vezető     |                        |
| 2005 | Tor-túra                    | Are We There Yet?                | Nem        | Igen       |                        |
| 2005 | Szép még lehetsz            | Beauty Shop                      | Nem        | Vezető     | nem szerepel a filmben |
| 2005 |                             | Sierra Leone's Refugee All Stars | Nem        | Vezető     | nem szerepel a filmben |
| 2007 | Tor-túra 2.                 | Are We Done Yet?                 | Nem        | Igen       |                        |
| 2008 | Első vasárnap               | First Sunday                     | Nem        | Igen       |                        |
| 2008 | Esélyekkel szemben          | The Longshots                    | Nem        | Igen       |                        |
| 2009 | Lepattant szervezők         | Janky Promoters                  | Igen       | Igen       |                        |
| 2010 | Lottószelvény               | Lottery Ticket                   | Igen       | Vezető     |                        |
| 2014 | Pofázunk és végünk          | Ride Along                       | Nem        | Igen       |                        |
| 2014 | Egyenesen Comptonból        | Straight Outta Compton           | Nem        | Igen       | nem szerepel a filmben |
| 2016 | Pofázunk és végünk Miamiban | Ride Along 2                     | Nem        | Igen       |                        |
| 2016 | Birkanyírás 3.              | Barbershop: The Next Cut         | Nem        | Igen       |                        |
| 2017 | Pofoncsata                  | Fist Fight                       | Nem        | Vezető     |                        |

#### Színész
| Év   | Magyar cím                          | Eredeti cím                                 | Szerep                     | Magyar hang         |
| ---- | ----------------------------------- | ------------------------------------------- | -------------------------- | ------------------- |
| 1991 | Fekete vidék                        | Boyz n the Hood                             | Darin „Doughboy” Baker     | Dózsa Zoltán        |
| 1992 | Trespass                            | Trespass                                    | Savon                      | Galambos Péter      |
| 1993 |                                     | CB4                                         | önmaga (cameo)             |                     |
| 1994 | Kopók egymás között (Üvegpajzs)     | The Glass Shield                            | Teddy Woods                | Sörös Miklós        |
| 1995 | Megoldatlan egyenletek              | Higher Learning                             | Fudge                      | Hankó Attila        |
| 1995 | Végre péntek                        | Friday                                      | Craig Jones                | Gesztesi Károly     |
| 1997 | Veszélyes vidék                     | Dangerous Ground                            | Vusi Madlazi               |                     |
| 1997 | Anakonda                            | Anaconda                                    | Danny Rich                 | Csuja Imre          |
| 1998 | Játékosok klubja                    | The Players Club                            | Reggie                     |                     |
| 1998 | Gerjedek a vonalaidra               | I Got the Hook Up                           | Gun runner                 |                     |
| 1999 | Sivatagi cápák                      | Three Kings                                 | Elgin főtörzsőrmester      | Gesztesi Károly     |
| 1999 |                                     | Thicker Than Water                          | Slink                      |                     |
| 2000 | Péntek esti gáz                     | Next Friday                                 | Craig Jones                | Gesztesi Károly     |
| 2001 | A Mars szelleme                     | Ghosts of Mars                              | James „Pusztító”' Williams | Szabó Győző         |
| 2002 | Nyeretlenek                         | All About The Benjamins                     | Bucum                      | Szabó Győző         |
| 2002 | Birkanyírás                         | Barbershop                                  | Calvin Palmer              | Bognár Tamás        |
| 2002 | Már megint péntek                   | Friday After Next                           | Craig Jones                | Szabó Győző         |
| 2004 | Vas                                 | Torque                                      | Trey Wallace               | Szabó Győző         |
| 2004 |                                     | The N-Word (dokumentumfilm)                 | önmaga                     |                     |
| 2004 | Birkanyírás 2.                      | Barbershop 2: Back in Business              | Calvin Palmer              | Barabás Kiss Zoltán |
| 2005 | Tor-túra                            | Are We There Yet?                           | Nick Persons               | Szabó Győző         |
| 2005 | XXX 2 – A következő fokozat         | XXX: State of the Union                     | Darius Stone / XXX         | Szabó Győző         |
| 2007 | Tor-túra 2.                         | Are We Done Yet?                            | Nick Persons               | Szabó Győző         |
| 2008 | Első vasárnap                       | First Sunday                                | Durell Washington          | Szabó Győző         |
| 2008 | Esélyekkel szemben                  | The Longshots                               | Curtis Plummer             | Bognár Tamás        |
| 2009 | Lepattant szervezők                 | Janky Promoters                             | Russell Redds              | Elek Ferenc         |
| 2010 | Lottószelvény                       | Lottery Ticket                              | Jerome „Thump” Washington  | Törköly Levente     |
| 2011 | Rampart                             | Rampart                                     | Kyle Timkins               | Csuja Imre          |
| 2012 | 21 Jump Street – A kopasz osztag    | 21 Jump Street                              | Dickson kapitány           | Szabó Győző         |
| 2014 | Pofázunk és végünk                  | Ride Along                                  | James Payton nyomozó       | Szabó Győző         |
| 2014 | 22 Jump Street – A túlkoros osztag  | 22 Jump Street                              | Dickson kapitány           | Szabó Győző         |
| 2014 | Az élet könyve                      | The Book of Life                            | Gyertyakészítő (hangja)    | Kapácsy Miklós      |
| 2016 | Pofázunk és végünk Miamiban         | Ride Along 2                                | James Payton nyomozó       | Szabó Győző         |
| 2016 | Birkanyírás 3.                      | Barbershop: The Next Cut                    | Calvin Palmer              | Barabás Kiss Zoltán |
| 2017 | xXx: Újra akcióban                  | XXX: Return of Xander Cage                  | Darius Stone / XXX         | Szabó Győző         |
| 2017 | Pofoncsata                          | Fist Fight                                  | Strickland                 | Szabó Győző         |
| 2020 | Pont az a dal                       | The High Note                               | Jack Robertson             | Szabó Győző         |
| 2023 | Tini Nindzsa Teknőcök: Mutáns káosz | Teenage Mutant Ninja Turtles: Mutant Mayhem | Superfly (hangja)          | Szabó Győző         |

### Televízió
| Év        | Cím                           | Szerep            | Megjegyzések                           |
| --------- | ----------------------------- | ----------------- | -------------------------------------- |
| 1994      | The Sinbad Show               | önmaga            | 1 epizód                               |
| 2002      | The Bernie Mac Show           | önmaga            | 1 epizód                               |
| 2005      | Barbershop                    | nem szerepel      | producer                               |
| 2005      | WrestleMania 21               | önmaga            |                                        |
| 2006      | Black. White.                 | nem szerepel      | producer                               |
| 2007      | Friday: The Animated Series   | nem szerepel      | forgatókönyvíró és producer            |
| 2010      | 30 for 30                     | nem szerepel      | rendező (1 epizód)                     |
| 2010–2013 | Are We There Yet?             | Terrence Kingston | visszatérő szerep (20 epizód) producer |
| 2017      | Renitensek (The Defiant Ones) | önmaga            | dokumentumsorozat                      |

## Diszkográfia

### Stúdióalbumok
- 1990: AmeriKKKa’s Most Wanted
- 1990: Kill at Will (EP)
- 1991: Death Certificate
- 1992: The Predator
- 1993: Lethal Injection
- 1998: War & Peace Vol. 1 (The War Disc)
- 2000: War & Peace Vol. 2 (The Peace Disc)
- 2006: Laugh Now, Cry Later
- 2008: Raw Footage
- 2010: I Am the West
- 2018: Everythang's Corrupt

### AzN.W.Atagjaként
- 1987 N.W.A. and the Posse
- 1988 Straight Outta Compton

### AWestside Connectiontagjaként
- 1996 Bow Down
- 2003 Terrorist Threats